# 下关短期大学
下关短期大学（日语：／ Shimonoseki Tanki Daigaku *），简称下短（しもたん），是一所位于日本山口县下关市的私立短期大学。

## 概要

### 简介
- 学校最早可以追溯到1926年[2][3]。短期大学为于1962年开办[3]、由学校法人河野学园经营。为男女同校从2001年[3]。

### 历史
- 1962年 下关女子短期大学成立并同时设置一个学科即家政科[3]。
- 1964年 家政科分离为两个专攻、以下列举[3]。
  - 家政专攻 ：以后招生到于2000年[4]。
  - 食物营养专攻：改编为营养健康学科于2001年[3]。
- 1966年 保育科成立[3]。
- 1968年 音乐科成立[3]、以后招生到于2000年、正式停办于2002年[4]。
- 1989年 家政科改名为生活科学科、同时家政专攻改名为生活科学专攻[3]。
- 2001年 改校名为下关短期大学、开始招収男学生[3]。

### 宪章
- 请参看下关短期大学的标志（页面存档备份，存于） 野中宏司 2014年2月20日阅览。

## 学校环境
- 校区：山口县下关市

## 历任校长
- 河野タカ：第一代短期大学校长[5][3]。
- 野中宏司：现在短期大学校长[6]

## 組織

### 学科
- 营养健康学科
- 保育学科

### 前学科
| - 生活科学科 - 生活科学专攻 - 食物营养专攻 - 音乐科 - 保育科 |

### 专科
| - 没有 |

#### 业余课程
| - 没有 |

### 附属学校
| - 第一幼儿园 - 第二幼儿园 - 高等学校 |

### 附属机关
| - 图书馆 |

## 相关链接
- 日本短期大学列表